# Дерев'янче
Дерев'янче — село в Україні, в Острозькій міській громаді Рівненського району Рівненської області. Населення становить 258 осіб.

## Історія
У 1577 році село належало до острозьких землян, які платили від 4 дим, 6 город. У 1583 році князь Василь-Костянтин Острозький платив від 5 димів, 2 город, 1 вального колеса. Згодом село перейшло до володіння князів Сангушків. Януш Сангушко подарував Дерев'янче канцлеру Малаховському, у 1795 році село було конфісковане і подароване царським російським урядом генералу Ферсену, а 1802 року від нього село перейшло до Ільїнського.
У 1887 році в селі налічувалось 41 подвір'їв та 259 жителів, зведено дерев'яну церкву.
У 1906 році село перебувало у складі Хорівської волості Острозького повіту Волинської губернії. Відстань від повітового міста складала 10 верст, від волості — 10 верств. Налічувалось 63 подвір'їв та 306 мешканців.
З 1940 року село перебувало у складі Острозького району Рівненської області.
12 червня 2020 року, відповідно до розпорядження Кабінету Міністрів України № 722-р «Про визначення адміністративних центрів та затвердження територій територіальних громад Рівненської області», село увійшло до складу Острозької міської громади.
19 липня 2020 року, в результаті адміністративно-територіальної реформи та ліквідації Острозького району, село увійшло до складу новоутвореного Рівненського району.